# Knud W. Jensen

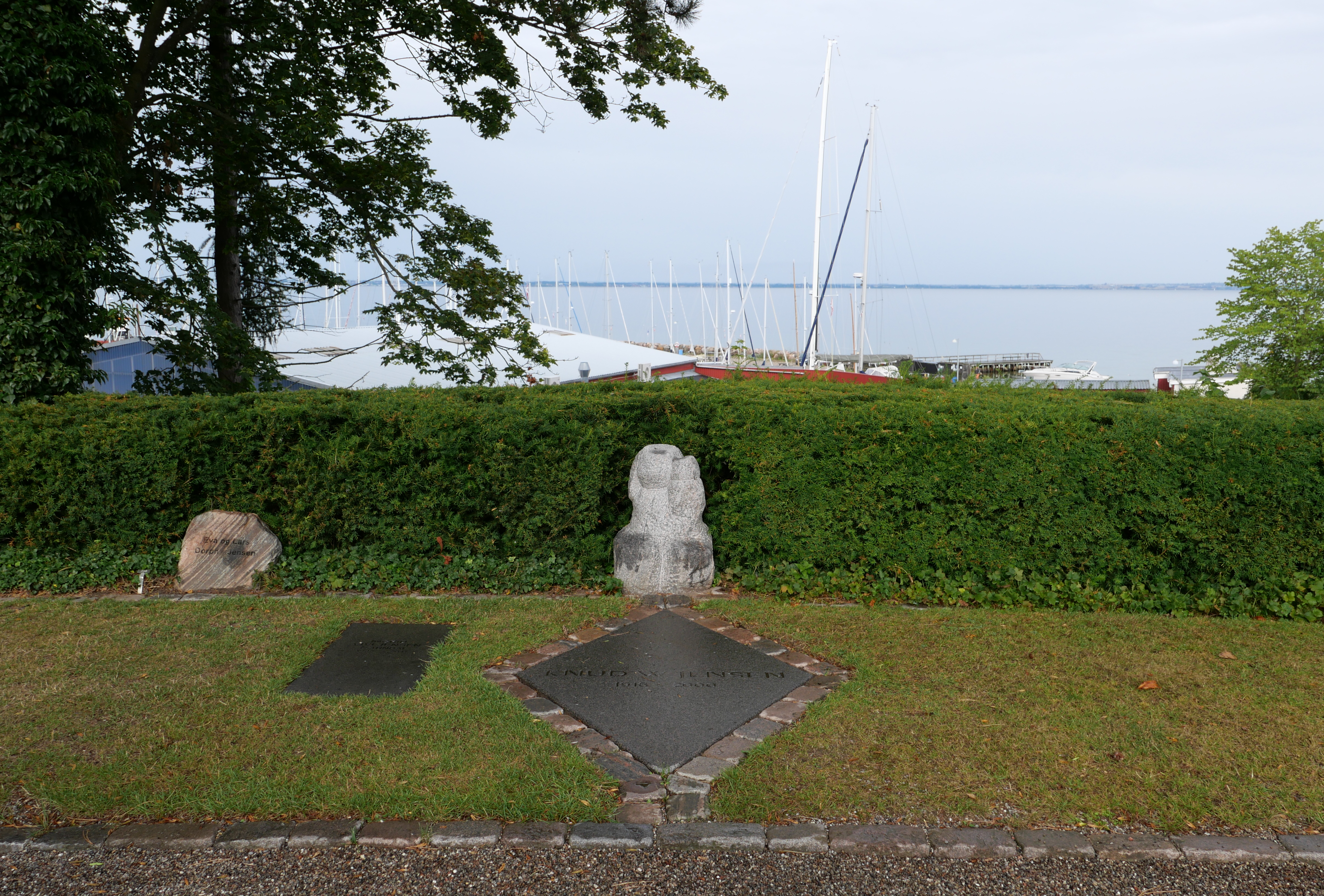
De graven van Knud W. Jensen (1916-2000) en zijn tweede vrouw Ingrid Vivi Jensen née Arndal (1923-2011) op de begraafplaats in Humlebæk

Knud John Peter Wadum Jensen (Frederiksberg, 7 december 1916 - Humlebæk, 12 december 2000) was een Deens kaashandelaar, museumoprichter en mecenas.

## Levensloop
Knud W. Jensen kwam uit een welgesteld, cultuurminnend milieu. Van 1936 tot 1938 volgde hij taal- en handelsstudies in diverse Europese landen. Hij studeerde ook korte tijd kunstgeschiedenis in Lausanne. In 1939 trad hij in dienst van de grote handelsfirma Ost en gros, die kaas en caseïne exporteerde en eigendom was van zijn vader Peter Jensen (1870-1944). Na diens dood kreeg hij de algehele leiding.
Hij was een mecenas van het Deense literaire en artistieke milieu van de jaren veertig. Hij financierde Wivels Forlag, de uitgeverij van zijn vriend de dichter en schrijver Ole Wivel, die het literair tijdschrift Heretica uitgaf. In 1952 kocht hij de grote uitgeverij Gyldendal en benoemde Wivel tot directeur. In 1954 was hij medeoprichter van de vereniging kunst på arbejdspladsen ('kunst op het werk'), waarvan hij voorzitter was tot 1961. In 1958 stichtte hij in Humlebæk aan de Sont het museum voor moderne kunst Louisiana. Hij was tot 1991 de eerste directeur.
Jensens betrokkenheid bij de controversiële, want pro-Duitse groep Ringen waarvan hij en Ole Wivel beiden lid waren tijdens de bezetting van Denemarken in 1940-1945, deed steeds opnieuw discussie ontstaan over zijn politieke overtuigingen in zijn jeugd.
In 1984 ontving hij een eredoctoraat van de Universiteit van Lund. Hij kreeg in 1986 de hoogste Deense culturele onderscheiding Ingenio et Arti en in 1991 de aan Karen Blixen gelieerde Rungstedlund-prijs.

## Publicaties
- Mit Louisiana-liv (memoires, 1985)
- Louisiana: The Collection and Buildings, (1986, diverse malen herdrukt)
- Stedets ånd (memoires, 1995)